# ذهاب (تشناران)
ذهاب (بالفارسية: ذهاب) هي قرية تقع في قسم بيزكي الريفي (مقاطعة تشناران) في إيران. يقدر عدد سكانها بـ 36 نسمة بحسب إحصاء 2016.